# Фиш Спрингс (Невада)
Фиш Спрингс (енгл. Fish Springs) насељено је место без административног статуса у америчкој савезној држави Невада.

## Демографија
По попису из 2010. године број становника је 648.
| Група             | 2000.    | 2010.       |
| Белци             | 0 (0,0%) | 583 (90,0%) |
| Афроамериканци    | 0 (0,0%) | 2 (0,3%)    |
| Азијати           | 0 (0,0%) | 6 (0,9%)    |
| Хиспаноамериканци | 0 (0,0%) | 41 (6,3%)   |
| Укупно            | 0        | 648         |